# Liste der Monuments historiques in Vigny (Val-d’Oise)
Die Liste der Monuments historiques in Vigny (Val-d’Oise) führt die Monuments historiques in der französischen Gemeinde Vigny auf.

## Liste der Bauwerke
| Bezeichnung | Beschreibung   | Standort | Kennzeichnung | Schutzstatus | Datum | Bild           |
| ----------- | -------------- | -------- | ------------- | ------------ | ----- | -------------- |
| Schloss     | Erbaut ab 1504 | (Lage)   | PA00080229    | Inscrit      | 1984  | weitere Bilder |

## Liste der Objekte
- Monuments historiques (Objekte) in Vigny (Val-d’Oise) in der Base Palissy des französischen Kultusministeriums